# Silas Andrade
Silas Andrade (Rio de Janeiro, RJ em 18 de Dezembro de 1950) é um ator brasileiro.
Atuou até 1986. Atuou no teatro, cinema e TV. Afastou-se da mídia. Casado com Virgínia Ribeiro Lima e Andrade.

## Vida Pessoal
Antes de atuar, foi megulhador profissional na Petrobrás, onde sofreu um acidente de mergulho a 230 metros de profundidade. Denunciou as condições de trabalho sub-aquático . Sua vida no mergulho foi tema de um Tele Tema exibido em 30 de Junho de 1986 na TV Globo.
Formou-se em História da Arte, Pedagogia onde desenvolveu trabalhos com crianças portadoras de necessidades especiais, foi pioneiro no treinamento de crianças com Síndrome de Down como mini atores na Sociedade Pestalozi do Brasil, tendo feito Mestrado em tecnologia educacional. Formou-se em Direito , advogado atuante na área criminal no Rio de Janeiro.
Foi agraciado com a Medalha do Mérito Educacional, Medalha Tiradentes, Cidadão Benemérito do Estado do Rio de Janeiro, Cavaleiro Templário do Royal Arch.
Publicou diversos trabalhos e 2 livros.

## Carreira
- 1984 Corpo a Corpo  - Eng Camões
- 1984 - Rabo de Saia - Episódio "O Noivo" - Otávio
- 1984 - A Máfia no Brasil [2]
- 1984 - Peça CHE - Che Guevara
- 1985 - O Tempo e o Vento (minissérie TV-Globo) - Dr. Afrânio Guerra
- 1985 - Perdido no Vale dos Dinossauros - Andy [3][4]
- 1986 - Hell Hunters - Scar Face [5]
- 1986 - TELE TEMA ESTRELA DO MAR - [6]